# Defensa Cambridge Springs
|       |       |       |       |       |       |       |       |       |  |
|       | a8 rd | b8    | c8 bd | d8    | e8 kd | f8 bd | g8    | h8 rd |  |
| a7 pd | b7 pd | c7    | d7 nd | e7    | f7 pd | g7 pd | h7 pd |       |  |
| a6    | b6    | c6 pd | d6    | e6 pd | f6 nd | g6    | h6    |       |  |
| a5 qd | b5    | c5    | d5 pd | e5    | f5    | g5 bl | h5    |       |  |
| a4    | b4    | c4 pl | d4 pl | e4    | f4    | g4    | h4    |       |  |
| a3    | b3    | c3 nl | d3    | e3 pl | f3 nl | g3    | h3    |       |  |
| a2 pl | b2 pl | c2    | d2    | e2    | f2 pl | g2 pl | h2 pl |       |  |
| a1 rl | b1    | c1    | d1 ql | e1 kl | f1 bl | g1    | h1 rl |       |  |
|       |       |       |       |       |       |       |       |       |  |

La Defensa Cambridge Springs (ECO D52) es una de las variantes principales del Gambito de dama. La Defensa Cambridge Springs 4.Ag5 Cbd7 y 6.... Da5 trata de aprovechar que el alfil está en g5 para lanzar un ataque en el ala de dama. Debe su nombre a que fue utilizado, profusamente, por primera vez en el torneo de Cambridge Springs de 1904; aunque ya se conocía. El temprano desarrollo de la dama no es muy correcto, pero las posibilidades tácticas que crea hace caer a las blancas en muchos problemas. Con un juego correcto se deben superar, pero hay que jugar con cuidado.
Línea principal
1.d4 d5
2.c4 e6
3.Cc3 Cf6
4.Ag5 Cbd7
5.e3 c6
6.Cf3 Da5
1.d4 d5 2.c4 e6 3.Cc3 Cf6 4.Ag5 Cbd7 5.e3 c6 6.Cf3 Da5 7.Cd2 Ab4 8.Dc2
1.d4 d5 2.c4 e6 3.Cc3 Cf6 4.Ag5 Cbd7 5.e3 c6 6.Cf3 Da5 7.Cd2 Ab4 8.Dc2 0-0 9.Ah4
1.d4 d5 2.c4 e6 3.Cc3 Cf6 4.Ag5 Cbd7 5.e3 c6 6.Cf3 Da5 7.Cd2 dxc4
1.d4 d5 2.c4 e6 3.Cc3 Cf6 4.Ag5 Cbd7 5.e3 c6 6.Cf3 Da5 7.cxd5
1.d4 d5 2.c4 e6 3.Cc3 Cf6 4.Ag5 Cbd7 5.e3 c6 6.Cf3 Da5 7.cxd5 Cxd5
1.d4 d5 2.c4 e6 3.Cc3 Cf6 4.Ag5 Cbd7 5.e3 c6 6.Cf3 Da5 7.Axf6